# Zweedse parlementsverkiezingen 1998
Op 20 september 1998 wordt in Zweden een nieuw parlement verkozen. De verkiezingen werden beschouwd als een protest dat zich vooral keerde tegen de regerende sociaaldemocraten. In bredere zin mag de stembusgang van 1998 ook gezien worden als een protest tegen de tweede grootste partij, de Moderata samlingspartiet (M) van gewezen premier Carl Bildt, en het centrum van het Zweedse politieke spectrum, de Folkpartiet (FP) en de Centerpartiet (C). Dat protest komt vooral de Vänsterpartiet (V), die zich links van de sociaaldemocratische SAP opstelt, en de christendemocraten (KD) ten goede.

## Allianties, partijen en hun standpunten
De traditionele thema’s werkloosheid, economie en welvaart domineren ook de verkiezingscampagne van 1998. Het beleid van belastingverhogingen en besparingen in de publieke sector dat de SAP de voorbije vier jaar heeft gevoerd is erg onpopulair. Dit leidt tot een grotere appreciatie voor zowel een partij links van de SAP, de Vänsterpartiet, als de rechtse Moderaterna. Met de Zweedse economie gaat alles goed en er wordt voor 1998 een overschot op de begroting verwacht. Dit is aanleiding voor de sociaaldemocraten om op de proppen te komen met een welvaartspolitiek of, anders geformuleerd, investeren in sectoren als gezondheidszorg, onderwijs. Kiezers voor de conservatieve Moderaterna hechten veel belang aan belastingverlagingen; groene kiezers streven naar milieubescherming.
Ook wie de volgende regering zal uitmaken is onderwerp van de campagne. Sinds 1994 regeren de sociaaldemocraten. Hun minderheidsregering wordt eerst nog gesteund door de links-socialistische Vänsterpartiet, maar reeds vanaf 1995 op de been gehouden door de agrarische Centerpartiet. Een regeringswissel lijkt bij de stembusslag van 1998 niet onwaarschijnlijk. De Vänsterpartiet en de groenen van de Miljöpartiet (MP), zullen ongetwijfeld veeleer een linkse regering dan een regering gedomineerd door rechts genegen zijn. Heel wat onduidelijker is het standpunt van de sociaaldemocraten wat betreft de coalitiekeuze: samenwerking met de volgens sommige niet-verantwoordelijke links-socialisten is immers na de vorige verkiezingen problematische gebleken. Ook de houding van de Centrumpartij blijft onduidelijk. De heersende onduidelijkheid stoot enkelen (onder meer politieke wetenschappers) tegen de borst: men vindt dat men dient te weten welke coalities zullen worden gevormd.

## Resultaten en stemgedrag
Grote verliezers van de verkiezingen zijn de sociaaldemocraten: zij halen hun slechtste resultaat sinds de invoering van de democratie in Zweden in 1921. De centrumpartijen – de Centerpartiet en de Folkpartiet – moeten ook verliezen incasseren en komen nog maar net boven de kiesdrempel, ingesteld op 4%, uit. De conservatieven ontgoochelen, zeker in het licht van peilingen die de partij 30 tot 35% van de stemmen toedichten. De Vänsterpartiet is de grootste winnaar, gevolgd door de KD. Vooral die laatste partij verrast en haalt haar beste resultaat ooit. Samengevat kan de niet-socialistische oppositie zich enigszins versterken, maar is de linkse, door de SAP gedomineerde regering nooit echt in gevaar gekomen. De sociaaldemocratische minderheidsregering onder leiding van Göran Persson blijft aan de macht.
| Partij                   | Partijleider    | Stemmen   | %        | ± %      | Zetels | ± Zetels |
| ------------------------ | --------------- | --------- | -------- | -------- | ------ | -------- |
| Socialdemokraterna (SAP) | Göran Persson   | 1 914 426 | 36,39%   | ▼8,86%   | 131    | ▼30      |
| Moderaterna (M)          | Carl Bildt      | 1 204 926 | 22,90%   | ▲0,52%   | 82     | ▲2       |
| Vänsterpartiet (V)       | Gudrun Schyman  | 631 011   | 11,99%   | ▲5,83%   | 43     | ▲21      |
| Kristdemokraterna (KD)   | Alf Svensson    | 619 046   | 11,77%   | ▲7,70%   | 42     | ▲27      |
| Centerpartiet (C)        | Lennart Daléus  | 269 762   | 5,13%    | ▼2,52%   | 18     | ▼9       |
| Folkpartiet (FP)         | Lars Leijonborg | 248 076   | 4,72%    | ▼2,47%   | 17     | ▼9       |
| Miljöpartiet (MP)        |                 | 236 699   | 4,49%    | ▼0,53%   | 16     | ▼2       |
| Overig                   | —               | 137,176   | 2.6%     | —        | —      | —        |
| Geldige stemmen          | —               | 5,261,122 | 100%     | —        | —      | —        |
| Ongeldige stemmen        | —               | 113 466   | —        | —        | —      | —        |
| Totaal                   | Totaal          | 5,374,588 | (81,40%) | ▼(5,40%) | 349    | —        |

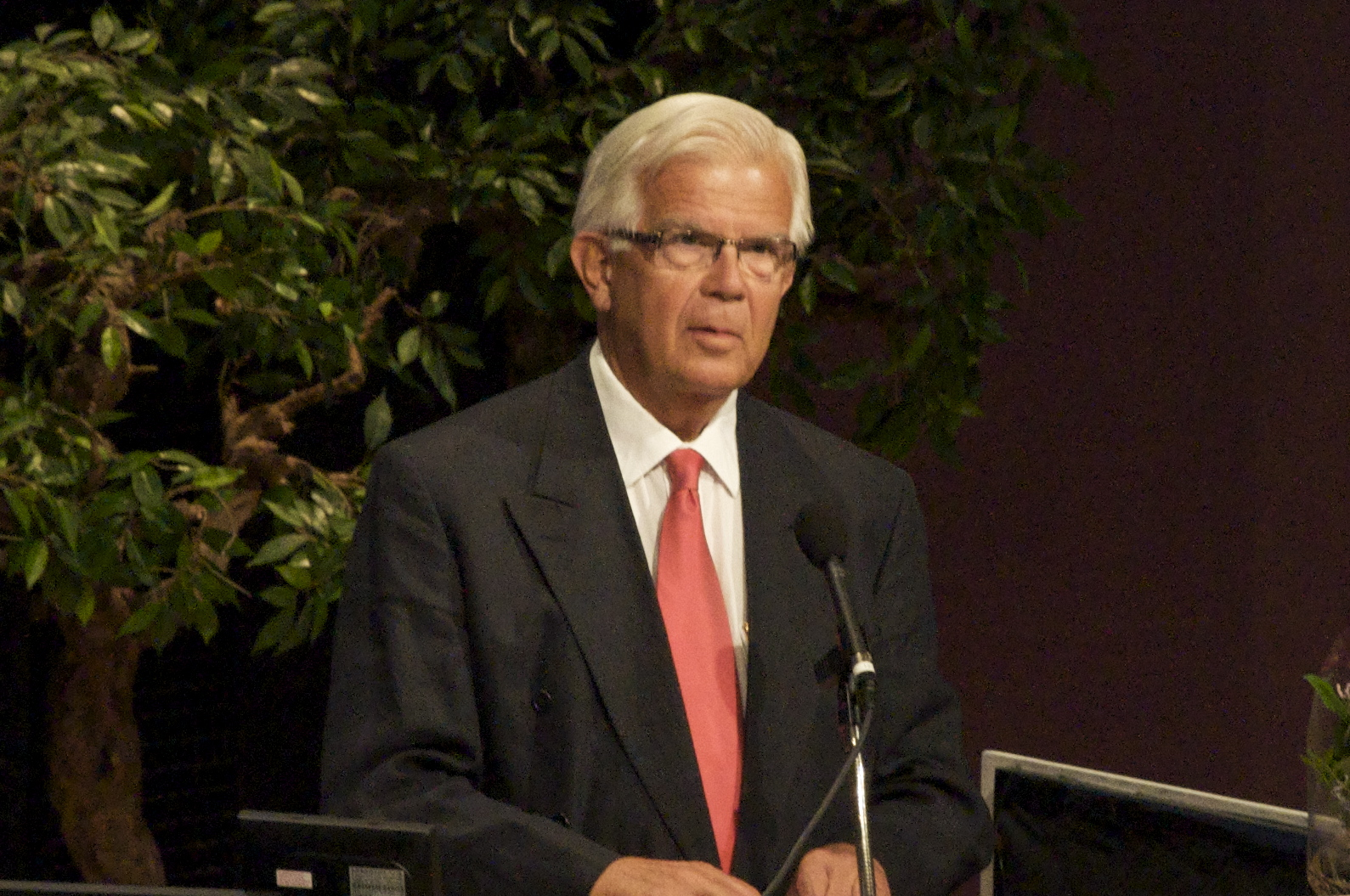
De populaire christendemocratische voorman Alf Svensson, hier op een foto uit 2009. Svensson staat tussen 1971 en 2004 aan het roer van zijn partij.

Tussen 1994 en 1998 veranderen 27% van de kiezers van kiesintentie. De volatiliteit is minder groot dan bij voorgaande verkiezingen, maar blijft niettemin hoog. De meeste kiezers blijven binnen het linkse, dan wel centrumrechtse blok. De sociaaldemocraten verliezen stemmen zowel op hun linker- als rechtervleugel. De besparingen drijven vele kiezers – vooral werklozen, vakbondsleden en werknemers uit de publieke sector – in de richting van de links-socialisten. ‘Rechtse’ sociaaldemocratische kiezers, ontevreden over uitblijvende politieke vernieuwing, drijven af naar de christendemocraten: 9% van hun kiezers komt uit SAP-rangen. Ook de tweede grootste partij, de Moderata samlingspartiet, verliest publiek aan de KD. Vele rechtse kiezers wenden zich tot die laatste partij, overtuigd door een laag vertrouwen in de politieke klasse en de (voor velen te) rechtse opstelling van de conservatieven. De populariteit van KD-leider Alf Svensson is geenszins vreemd aan het succes van de christendemocraten. Al moet ook gezegd dat de conservatieven heel wat te danken hebben aan hun leider en voormalig premier Carl Bildt. Het protest keert zich zo hoofdzakelijk tegen Zwedens twee grootste politieke spelers. Sommigen gaan helemaal niet stemmen: de opkomst daalt enkele percenten tot 81,4%. Dat is het laagste opkomstcijfer sinds de parlementsverkiezingen van 1958.
De vijf traditionele Zweedse partijen (SAP, V, M, FP, C en KD) houden hun traditionele kiespubliek. De SAP en de V kunnen hun arbeiderspubliek overtuigen, de Centrumpartij heeft haar verankering bij landbouwers, de liberalen hun basis bij bedienden en academici. Bijna de helft van alle ondernemers staat achter de conservatieve partij. Opvallend is dat heel wat jongeren zich aangesproken voelen door het verhaal van de Vänsterpartiet, terwijl ouderen – doorgaans standvastige kiezers – zich wenden tot de Kristdemokraterna.
1911 · 1914 · 1917 · 1920 · 1921 · 1924 · 1928 · 1932 · 1936 · 1940 · 1944 · 1948 · 1952 · 1956 · 1958 · 1960 · 1964 · 1968 · 1970 · 1973 · 1976 · 1979 · 1982 · 1985 · 1988 · 1991 · 1994 · 1998 · 2002 · 2006 · 2010 · 2014 · 2018 · 2022